# Club Deportivo Palestino
El Club Deportivo Palestino, radicado en la ciudad de Santiago, Chile, es una entidad social, cultural y polideportiva. Fundado originalmente como club de fútbol el 8 de agosto de 1920 por miembros de la colonia palestina residente en el país. Actualmente compite en la Liga de Primera de Chile.
Sus orígenes están vinculados a los exiliados palestinos que llegaron a Chile y que, con el tiempo, conformaron la que hoy es la comunidad palestina más grande fuera del Medio Oriente. Los primeros se asentaron en el tradicional Barrio Patronato, ubicado en la comuna de Recoleta. Los colores que identifican a la institución son los de la bandera del Estado de Palestina, lo que da testimonio del compromiso del club con una causa que lleva más de un siglo y que refleja su vínculo estrecho con ese territorio.
El estadio del club es el Municipal de La Cisterna, ubicado en Av. El Parrón 0999. Cuenta con una capacidad oficial para 12,000 espectadores y es utilizado tanto para los entrenamientos del plantel superior como para ejercer su localía en el Campeonato Nacional. En torneos internacionales, el equipo juega de local en el Estadio Monumental o en San Carlos de Apoquindo.
Palestino ha obtenido 2 títulos de Primera División. Además, en su palmarés cuenta con 2 títulos de Segunda División y 3 campeonatos de Copa Chile.
Unión Española y Audax Italiano son sus rivales tradicionales. Con ellos, disputa el denominado «Clásico de Colonias», enfrentamiento que representa a las colonias extranjeras más numerosas e importantes en el país.

## Historia

### Inicios
El Club Deportivo Palestino fue fundado en la ciudad de Santiago por miembros de la colonia palestina residente en Chile el 8 de agosto de 1920 bajo la denominación de «Palestino Football Club». Ingresó a la Liga Infantil de la Asociación de Football de Santiago, donde participó hasta el año 1923. Al año siguiente modificó su nombre a «Palestina Sport Club» para dedicarse a la práctica de otros deportes, en particular de forma casi exclusiva al tenis.
En 1939 los socios del Palestina Sport Club decidieron fusionarse con el Club Palestino, institución social que había sido creada en 1938. Luego de varias discusiones, la fusión entre ambas instituciones fue sellada el 8 de agosto de 1941, fecha en la que adquiere el nombre de «Club Deportivo Palestino». Desde entonces el club comenzó a incursionar en deportes como el básquetbol o el hockey sobre patines. Al mismo tiempo que se desarrollaban los otros deportes, surgió la idea de tener un equipo de fútbol, iniciativa que se concretó el 19 de junio de 1949, cuando se reorganizó dicha rama con el objetivo de competir a nivel nacional.

### Olimpiadas de Osorno e ingreso al profesionalismo

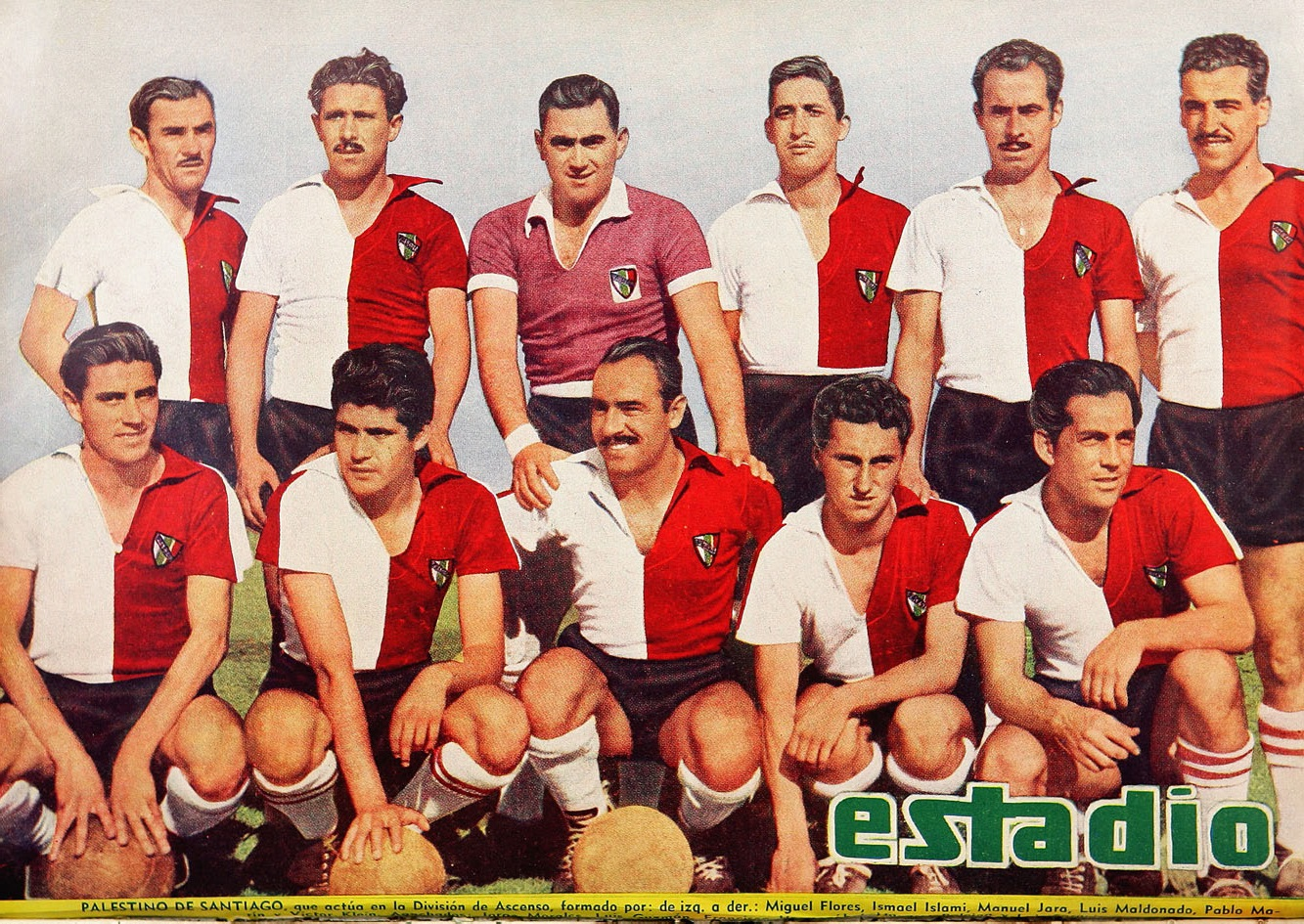
Palestino campeón de la Segunda División 1952.

Luego de iniciarse este proceso de profesionalización de la rama de fútbol, el club fue invitado a competir en las Primeras Olimpiadas Palestinas, que se llevaron a cabo entre el 14 al 22 de enero de 1950 en la ciudad de Osorno, y que fueron organizadas por el Club Deportivo Sirio y dirigidas por el Frente Unido de la Juventud Chilena de Ascendencia Árabe. Palestino de Santiago se llevó el trofeo del campeonato de fútbol, lo que dio el impulso definitivo para intentar postular al profesionalismo.
Luego de varias gestiones, en 1952 la Asociación Central de Fútbol integró a la institución en la recién creada Segunda División del fútbol profesional. Esa misma temporada se coronó campeón de dicha división. Después de igualar en puntaje en el primer lugar con Rangers, se disputó un partido de definición por el título en Rancagua, en el cual Palestino se impuso 4-2 en penales, luego de empatar 2-2 en el tiempo reglamentario. Este triunfo permitió a Palestino a ascender a la máxima categoría del fútbol chileno.

### Temporadas en Primera

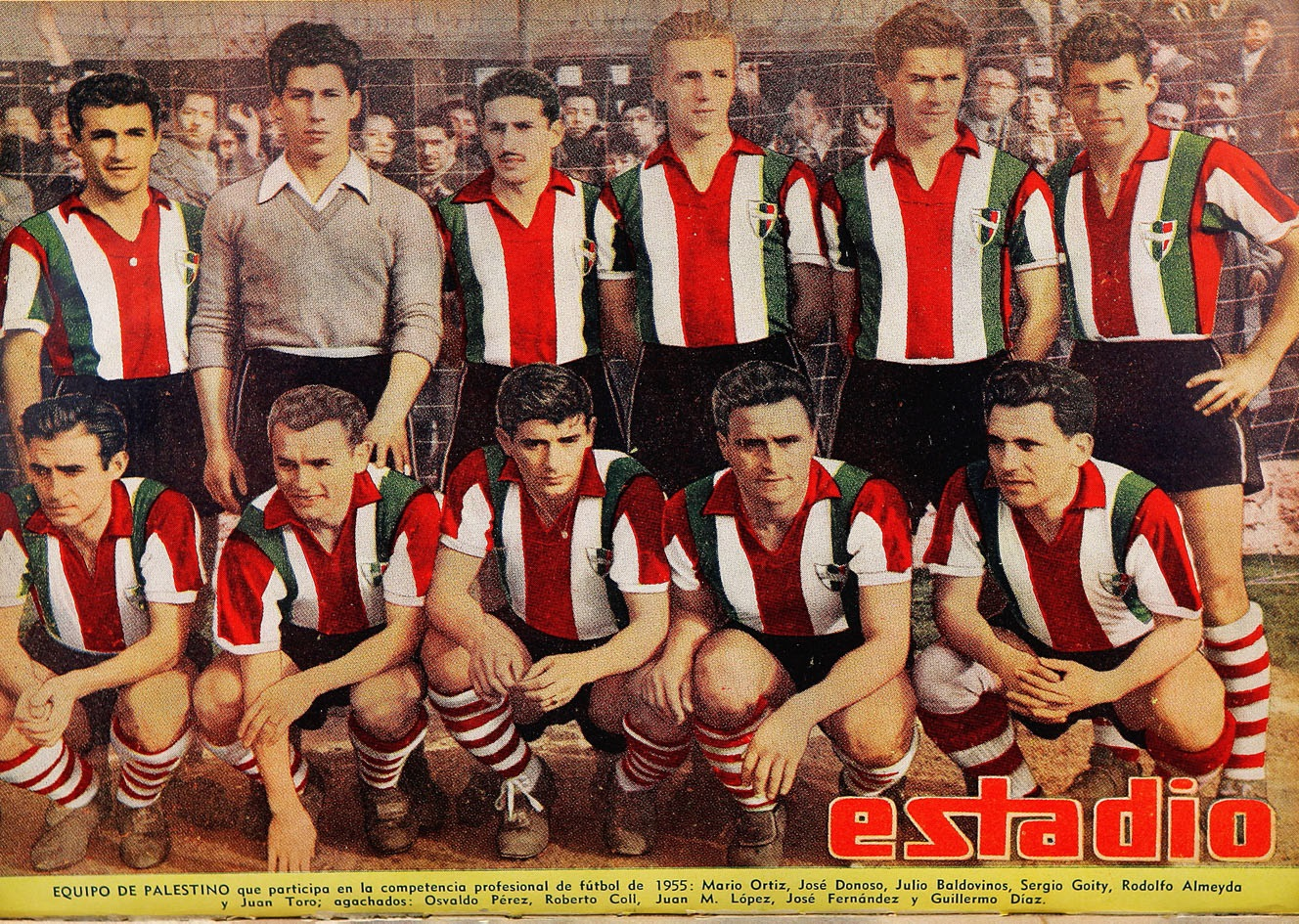
Palestino campeón de Primera División en 1955.

Los esfuerzos del club rindieron frutos en 1955, año donde logró el Campeonato Nacional de Primera División, con figuras como Rodolfo Almeyda, Osvaldo Pérez, Carlos Rodolfo Rojas y la estrella de ese equipo, el argentino Roberto Coll. Estos nombres quedaron inmortalizados en el himno del club siendo nombrados en un párrafo de esta canción. El equipo titular estaba formado por: José Donoso, Rodolfo Almeyda, Mario Ortiz, Julio Baldovinos, Sergio Goity, Juan Toro, Osvaldo Rodolfo Pérez, Roberto Coll, Juan Manuel López, José "Peta" Fernández y Guillermo Díaz. Por la importante inversión de sus dirigentes en la compra de jugadores, el club era conocido como el equipo "millonario".
El club continúa en Primera División sin mayores hechos que resaltar, hasta 1970, año en que desciende a la Segunda División después de perder una definición con Unión La Calera, en el Estadio Sausalito de Viña del Mar.
Después de dos años en Segunda División, en 1972 el club logra el campeonato y el esperado ascenso. La institución árabe no iba a pasar por la Segunda División sin hacer historia: el club empieza a jugar los días martes en el Estadio Santa Laura, lo que significó que la gente comenzara a hablar de "Los Martes de Palestino en Santa Laura", puesto que era novedosa la realización de partidos en día de semana, ya que en Chile, hasta esa época, solo se jugaba los fines de semana.
Una vez en Primera el club empieza a desarrollar la que iba a ser la mejor década de su existencia. En 1974, asume como Director Técnico Caupolicán Peña, estadía que se prolongaría hasta 1980. En su primer año en el club, Palestino queda segundo a 3 puntos del campeón Huachipato, disputando la Liguilla, obteniendo el tercer lugar. Al año siguiente se ubica quinto en el torneo nacional, gana la Copa Chile y la Liguilla Pre-Libertadores 1975, clasificando a Copa Libertadores 1976.Una temporada más tarde, Palestino, de la mano de Elías Figueroa, ganó la Copa Chile y la Liguilla Pre-Libertadores 1977, que lo clasificó a la Copa Libertadores 1978, en donde tuvo una aceptable participación. En calidad de visita, logró vencer por 2-1 a São Paulo FC, en ese entonces campeón brasileño. En julio de 1977, Palestino comenzó un invicto que duró durante 44 partidos y que culminó el 12 de septiembre de 1978. Es hasta ahora el invicto más prolongado en la historia del fútbol chileno.
El 22 de noviembre de 1978, el club gana el Torneo Oficial 1978 tras derrotar por 3-1 a Colo-Colo (goles de Rojas, Figueroa y autogol de Caballero. Descuento de Orellana). El equipo titular estaba formado por Manuel Araya, Mario Varas, Edgardo Fuentes, Elías Figueroa y Eddie Campodonico en defensa; Rodolfo Dubó, Manuel Rojas y Sergio Messen en el mediocampo; Ricardo Lazbal, Óscar Fabbiani y Pedro Pinto en delantera. La mayoría de los jugadores del club eran seleccionados nacionales y fueron la base del equipo chileno que consiguió el subcampeonato en la Copa América 1979.
La obtención del título del 1978 significó la clasificación a la Copa Libertadores 1979, en la cual llegó a semifinales, perdiendo frente a Olimpia de Paraguay, quién se coronaría campeón. El club desde el año 1979 hasta 1985, el club no tuvo ningún gran resultado, salvo la participación en la liguilla final de Copa Polla Gol 1983, instancia donde cae en la jornada final ante Universidad Católica. Eso si, a inicios de los 80', Palestino fichó al delantero brasileño Adilson David, que hizo 5 goles en 26 partidos en su primer año en el club. El 8 de mayo de 1985, el club disputa la final de Copa Chile la que pierde en el Estadio Santa Laura por 0-1 ante Colo-Colo. Al siguiente año en 1986, Palestino y Colo Colo quedan empatados, en puntos, por el campeonato nacional; se lleva el campeonato a un partido de definición, el cual se juega en el Estadio Nacional de Chile el 28 de enero de 1987. El cuadro albo se impuso por 2-0 ante el equipo tricolor, de esa manera Colo Colo gana el campeonato. Dentro de las figuras del equipo de 1986 estaban Marco Cornez, Marco Opazo, Ricardo Toro, Wilson Miranda, Alex Castañeda, Jorge Artigas, Rodolfo Dubó, Leonardo Montenegro, Luis Rojas, Alfredo "Torpedo" Núñez, Óscar Fabbiani, Cristián Olguín, Julio Osorio, entre otros y dirigidos por Orlando Aravena. En 1988, el equipo se desarma por distintas circunstancias. A mediados de ese año la mesa del club encabezada por Hisham Hassan renuncia. Asume una nueva directiva encabezada por Fernando Lama, en donde también participaban dirigentes como: José Khamis, Raúl Amar Ahués (1944-2007), Roberto Abuadba, Henry Ananías, entre otros.
La nueva dirigencia consigue el comodato del Estadio Municipal de La Cisterna, luego de que Universidad de Chile lo desestimara por lo precario de su estado. El estadio no estaba apto para que se jugasen partidos de Primera División, por ende la recién asumida directiva lo tuvo que construir casi por completo ya que solo estaba la cancha y la estructura de las galerías. Para la inauguración (7 de septiembre de 1988) se jugó un partido a estadio lleno contra el Puebla FC de México. Cabe destacar que dentro de las figuras del Puebla '88 estaban los chilenos Jorge Aravena, Carlos Poblete, Ramón "Peraca" Pérez y Gustavo Moscoso. El DT era el también chileno Pedro García. El primer gol que se convirtió en La Cisterna fue obra de Alfredo Núñez (1960–2008), figura en el campeonato de 1986 quien regresaba al club luego de un fugaz paso por el fútbol mexicano (jugó en 1987 en Atlas de Guadalajara). El gol fue un tiro libre desde 35 metros en el arco Norte (el Sur es el que da a Avenida El Parrón). Al final de la temporada 1988 el club descendió a Segunda División por segunda vez en su historia, junto a Universidad de Chile (equipo que lo hacía por primera y hasta ahora, única vez en su historia).
Un año después, en 1989, luego de una larga temporada y una apretada liguilla disputada hasta el final con Santiago Wanderers, Coquimbo Unido y Deportes Antofagasta, entre otros, Palestino salió campeón de la Zona Norte de la Segunda División de Chile 1989, ascendiendo a la categoría máxima del fútbol chileno. La final de ese campeonato frente al campeón de la Zona Sur, Universidad de Chile, la ganó el conjunto estudiantil por lanzamientos penales. En este campeonato destacó por sobre todo el jugador Juan Ramón Garrido goleador con 20 anotaciones.

### Años 1990
Esta etapa se inicia con el equipo nuevamente en Primera División y la presencia de Manuel Pellegrini como DT durante 1990 y 1991, quien hasta ese momento solo había dirigido a la Universidad de Chile, equipo con el cual descendió en 1988. El tiempo que Pellegrini estuvo al mando de Palestino le permitió levantar su incipiente carrera, llegando incluso a dirigir al Real Madrid. En esta década la mejor campaña fue la de 1991, cuando el equipo accedió a Semifinales de Copa Chile, perdiendo en definición a penales con Universidad Católica en el Estadio San Carlos de Apoquindo. En ese año, el equipo tenía jugadores destacados como Marcelo Corrales, Fabian Guevara, Rodrigo Gómez, Severino Vasconcelos, Nelson Soto, Víctor Hugo Castañeda, Lexter Lacroix, Juan Alvariño, Ariel Bravo y Héctor Robles.
El directorio presidido por Fernando Lama dejó el club sin deudas. Luego asumió Gaber Zerené, quien vendió una gran cantidad de jugadores, sacrificando lo futbolístico. Esto llevó a que en los años posteriores el club incluso estuviera al borde del descenso. Durante estos años destacan jugadores como Aníbal "Tunga" González, quien fue goleador en el campeonato de 1995 y el volante Jaime "Pajarito" Valdés, quien en 1999, fue la figura y goleador del equipo, lo que le valió ser transferido a final de esa temporada al fútbol italiano. También figuró el arquero argentino Leonardo Cauteruchi, que jugó 4 años en Palestino y cuyas buenas actuaciones en su periodo en el club, le significaron fichar en Universidad Católica en 2003. También se destacaron los nacionales Miguel Ángel Castillo, Agustín Salvatierra, Óscar Lee-Chong, Eros Pérez, Patricio Neira, Jaime Rubilar, Yerko Darlic y Fernando López y los argentinos Roberto García y Marcelo Ledesma.

### Años 2000
La década del 2000 se inicia con el director técnico argentino Ricardo Dabrowski, quien dirigía al equipo desde finales de los 90. En esta década se destaca la clasificación a la liguilla de Copa Libertadores del año 2001. En esta competición, Palestino fue eliminado en primera ronda con la Universidad de Chile. Durante el ciclo de Dabrowski, vinieron jugadores como el brasileño Clóvis Bento, los argentinos Ariel Segalla, Martín Uranga y Nicolás Tagliani y el seleccionado guatemalteco Dwight Pezzarossi, que solo jugaron un año cada uno en el club. También se destaca el argentino Ariel Macía, quien tuvo dos ciclos distintos en el club, luego de salir campeón en Guatemala. Además, se destacó el mediocampista chileno Nelson Lizana, quien jugó siete años en el club.
En 2002 se hace cargo del equipo Fernando Carvallo, destacándose la campaña en el Torneo Apertura 2002, en el cual el equipo perdió solamente un partido ante Universidad Católica, que a la postre se titularía campeón. En este campeonato logró avanzar hasta cuartos de final, misma fase a la cual llegó en el Torneo de Clausura 2003. En el plano administrativo, la presidencia del club es asumida por Elías Abufom. Tras la salida de Abufom, el club pasa a ser presidido por Nicolás Abuawad, bajo cuya administración se realizaron fuertes inversiones como la contratación de jugadores de renombre como Héctor Tapia y Esteban Valencia. Abuawad sale del club a comienzos de 2003, cuando Palestino pierde a su principal auspiciador, Cerveza Cristal. Luego sume nuevamente Elías Abufom, por un período de seis meses, tras los cuales renuncia, asumiendo en forma interina Julio Abuawad, hermano de Nicolás.
En el período de Julio Abuawad se realiza una buena campaña, alcanzando cuartos de final de los play-offs, perdiendo por lanzamientos penales ante Santiago Wanderers de Valparaíso, en el Estadio Sausalito de Viña del Mar. En el plantel figuraban jugadores como José Luis Villanueva y Joel Estay, quienes se alzaron como las revelaciones del Torneo de Clausura de 2003. La buena campaña le valió a Palestino conseguir un auspicio en la camiseta, el Instituto de Previsión Social. Con esa camiseta solo se jugó ante Unión Española el 13 de septiembre, porque debido a problemas de dicha institución, el contrato tuvo que ser finalizado. Luego la marca de Jeans Yissus pasó a figurar como auspiciado.
La gestión interina de julio Abuawad terminó el año 2003, y en enero de 2004 asume Jorge Atal. El período de este presidente fue breve, ya que renunció al cargo en el mes siguiente debido a la mala situación económica en que encontró al club. Así asume Jorge Siade, quien pide ayuda a la Fundación Belén 2000, quien logra para Palestino la asesoría de Juan Carlos Saffie, ex síndico de Colo-Colo. En este contexto se llega a un acuerdo para pedir la quiebra y transformar así a Palestino en el primer club de Primera División chileno en ser sociedad anónima. El club fue rematado en la cifra aproximada de $800.000.000. El único postor fue un grupo de familias de origen árabe, representadas por el abogado y exvicepresidente de Universidad de Chile, Darío Calderón.
En 2006, luego de una mala campaña, el equipo terminó jugando la liguilla de promoción ante Fernández Vial, derrotándolo en el global de 4-1 y logrando así el objetivo de quedarse en Primera División. La presión de la Colectividad Árabe produjo la renuncia de Calderón y la vuelta a la presidencia de Gaber Zerené. Los resultados de la administración de Zerené no fueron los esperados, y el año 2008 asume la presidencia Salvador Saíd, hijo del empresario José Saíd.
En el año 2008, Palestino nuevamente tras malas campañas vuelve a disputar mano a mano un título llegando a la final del Clausura enfrentándose a Colo-Colo. En el partido de ida donde hizo de local en el Estadio Nacional (ida), con un cuestionado arbitraje de Rubén Selman, donde finalizó el partido con 9 jugadores, empató 1-1 (el gol palestinista fue anotado por Francisco Ibáñez), perdiendo el título en el partido de vuelta tras caer como visitante en el Estadio Monumental por 1-3. En este equipo destacaron: Felipe Núñez, Cristián Vilches, Nelson Saavedra, Héctor Pericás, Francisco Ibáñez, Rodolfo Madrid, José Luis Zelaye, Victor Aquino, Luis Pavez.
A pesar de ese exitoso fin de año, en 2009 el club logra una paupérrima participación en el Torneo Apertura, quedando fuera de los playoffs. Terminada la fase regular del Torneo Clausura, Palestino terminó con 20 unidades y 37 puntos en la acumulada del año. Con esta puntuación, el equipo jugó la Liguilla de Promoción para mantenerse en la categoría de honor, y su rival fue el club San Marcos de Arica. En el partido de ida, jugado en el Estadio Carlos Dittborn en Arica, venció por 2 goles a 0. Sin embargo, en el partido jugado en el Estadio Monumental, perdió por el mismo resultado. Finalmente, Palestino se mantuvo en Primera tras haber vencido por 4-2 en la tanda de penales.

### Años 2010
En el torneo de apertura de 2011, Palestino entra a los playoff y cae en cuartos de final ante O'Higgins (1-1 y 0-3). Esta meta no la cumple en el segundo semestre, pero termina el año en el puesto 9 de 18 equipos en la tabla acumulada. En ese torneo, se destacó el mediocampista Jason Silva, un jugador proveniente de las inferiores del club.
En 2012, los dirigentes del club, dan un vuelco a los ingresos del club, para contratar a un DT que le diera un aire diferente al equipo, el uruguayo Daniel Carreño, y este, consigo llevó a figuras como Robert Flores, Diego Chaves y Gastón Filgueira, pero su equipo no rindió frutos y solamente obtuvo el puesto 15° en el Torneo de Apertura, donde su única actuación destacada, fue derrotar a Colo Colo de visita por 1-0 con gol de David Llanos. En el segundo semestre del año 2012, se decide por un cambio de entrenador, donde se contrata a Emiliano Astorga proveniente de Deportes Unión La Calera. El equipo logró el tercer lugar en el campeonato de Clausura, con 30 unidades. Aunque fue eliminado por Huachipato (a la postre campeón de ese torneo) en cuartos de final (1-1, 1-2), en la tabla anual, Palestino obtuvo el séptimo lugar.
En 2014 Palestino ganó la liguilla pre-libertadores en calidad de invicto, ganando a Huachipato 6-1 global y a S.Wanderers 9-2 global, siendo la tercera liguilla ganada por el club y así vuelve después de 36 años a la Copa Libertadores de América.
El año 2015 y en su re-debut en la Copa Libertadores, el cuadro árabe enfrentó en la ronda preliminar a Nacional de Uruguay, al cual venció 1-0 en Santiago y cayó derrotado 2-1 en Uruguay. Sin embargo y gracias al gol marcado en Uruguay, Palestino accedió a la fase de grupos en la cual enfrentó a Montevideo Wanderers de Uruguay, Zamora de Venezuela y al histórico Boca Juniors de Argentina, lamentablemente el equipo no pudo pasar a la siguiente ronda tras caer en calidad de visitante al gran Boca Juniors, siendo el fin de su participación en la Copa Libertadores de América 2015. Además, Palestino llegó a la final de la Copa Chile MTS 2014-15, la cual que se jugó a partido único en el Estadio Bicentenario Fiscal de Talca, la perdió ante la Universidad de Concepción por 3-2.
La llegada de Nicolás Córdova para reemplazar a Pablo Guede, partió de manera espectacular, ganando 4 partidos de los cinco primeros además de sumar un empate. De a poco este gran inicio se fue disolviendo, y llegaron a acumular 8 partidos consecutivos sin sumar de a tres. De todas maneras terminan el campeonato venciendo 2-3 a San Marcos de Arica, clasificando así a La Copa Sudamericana 2016 por primera vez en su historia, y relegando al equipo ariqueño a Primera B.
En la Copa Sudamericana 2016 el combinado de Palestino jugó la primera ronda contra Libertad del Paraguay, quien era el campeón actual del torneo local de ese país. En el partido de ida el combinado Árabe debutó ganando por 1-0, mientras que en la vuelta sorprenderían y golearían a los locales por 3-0, ganando la serie por 4-0. En la segunda fase disputarían la serie ante el Real Garcilaso de Perú, en el ida empatarían 2-2, y en la vuelta jugada en Santiago el Palestino ganaría por 1-0. En la fase de octavos de final jugarían ante el poderoso Flamengo de Brasil, en el ida la escuadra Chilena perdería por 1-0, pero en la vuelta jugada en Brasil el Palestino sorprenderia y vencería por 2-1 a los locales, y se clasificaría a los cuartos de final por regla de gol de visita. En cuartos de final se enfrentarían ante el San Lorenzo de Almagro de Argentina, en el ida los de Almagro ganarían por 2-0, y en la vuelta los Árabes vencerían por 1-0 con gol de tiro libre de Leonardo Valencia, quedando eliminado el Palestino, pero con su mejor participación en un torneo internacional.
En 2017 el club tuvo una mala campaña peleando en los puestos de descenso, En el Transición 2017 el club peleó palmo a palmo con Curicó Unido y Santiago Wanderers en la lucha por no descender. En la última fecha Palestino se enfrentaba con su rival directo en el descenso: Santiago Wanderers que en ese momento estaba entrando en la promoción para el descenso. Luego de un vibrante partido el resultado fue 0-0 y Palestino conservó su categoría.

#### Copa Chile 2018
En 2018, ejercería como entrenador del club el argentino Sebastián Méndez. Luego de su salida, asumiría la banca Ivo Basay. En esta temporada destacaría, además, el regreso del futbolista Luis Jiménez, formado en Palestino.
Ese año, Palestino se coronaría de forma invicta campeón de Copa Chile 2018, luego de 40 años sin saber de títulos. En octavos de final, el club árabe derrotaría a Unión La Calera, con un resultado global de 3 a 1. En cuartos de final, el rival sería Cobresal, a quien derrotaría con un marcador global de 2 a 1.
En semifinales, se enfrentaría a Universidad de Chile. El partido de ida, jugado en el Estadio Nacional el 8 de septiembre, terminaría con un empate por la cuenta mínima. El partido de vuelta, jugado en La Cisterna el 13 de octubre, fue ganado por Palestino por 2 a 0, con goles de Julián Fernández y Roberto Gutiérrez. La final del campeonato enfrentaría a la escuadra árabe con Audax Italiano, que venía de vencer a Barnechea, reeditándose una nueva versión del "Clásico de Colonias". El partido de ida se jugó en el Estadio Bicentenario de La Florida, el día 10 de noviembre, el que ganaría palestino por 1 a 0, con una solitaria anotación de Diego Vallejos. Por su parte, la final del vuelta se jugaría en el Estadio Municipal de La Cisterna el día 17 de noviembre, ante 5.436 espectadores, con victoria de Palestino por 3 a 2 (4 a 2 en el global), con goles de Matías Campos López (3'), César Cortés (38') y Luis Jiménez (54')
Copa Sudamericana 2021
Se clasificó por estar en la posición 5 de la tabla de posiciones en el cual se enfrentó a Cobresal en el Estadio El Cobre en donde empataron 0-0 en el partidos de ida, mientras que en la vuelta en el Municipal de la Cisterna Palestino ganaría 2-1 y sellaron su paso a la fase de grupos en donde se enfrentaran a Libertad de Paraguay

## Estadio
En sus inicios en el profesionalismo el club jugó de local en diversos recintos de Santiago, como el Estadio Sedylan, el Estadio Militar, el Estadio Nacional y el Estadio Santa Laura, esto hasta comienzos de los años 1980 cuando utilizó el Estadio Reinaldo Martín Müller, ubicado dentro de la Base Aérea El Bosque en la comuna de El Bosque, al sur de Santiago.
Desde 1988 Palestino disputa sus partidos de local en el Estadio Municipal de La Cisterna, recinto que es propiedad de la Municipalidad del mismo nombre, inaugurado el día 22 de septiembre de 1988 en un partido amistoso entre Palestino y el club Puebla FC de México. Se encuentra ubicado en calle Avenida El Parrón 0999, esquina Autopista Central, comuna de La Cisterna, y tiene una capacidad original de 12.000 espectadores. Sin embargo, por la precariedad de sus instalaciones por varios años solo se autorizaron asistencias menores a 5000 personas, debido a recibir la catalogación "Clase C" por parte del plan Estadio Seguro, por lo que no estuvo habilitado para recibir partidos de alta convocatoria, ni tampoco para jugar de local contra Colo-Colo, Universidad de Chile y Universidad Católica.
En 2018 el club invirtió en una serie de mejoras para el recinto, tales como accesos diferenciados (habilitando un acceso peatonal por Avenida El Parrón), la instalación de un marcador electrónico con tecnología LED, y otras medidas de seguridad para el estadio. Gracias a lo anterior, y en razón de las gestiones de la dirigencia del club, el 28 de julio la Intendencia Metropolitana autorizó a Palestino para recibir a Universidad Católica en La Cisterna, con un aforo máximo de 5.000 asistentes. De igual forma, autorizó a recibir de locales a Universidad de Chile por el campeonato local con el mismo aforo, por semifinal de la Copa Chile 2018.

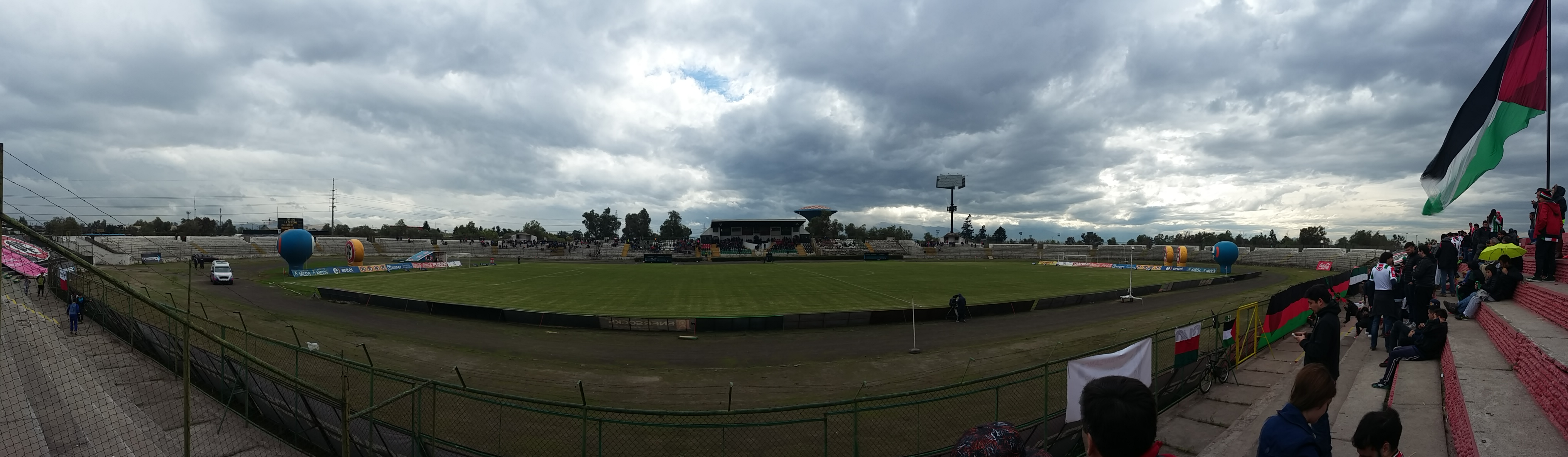
Panorámica del Estadio Municipal de La Cisterna, durante el entretiempo del partido Palestino v/s Huachipato el sábado 23 de abril de 2015, por la 14° fecha del Torneo Clausura 2015-2016.

## Rivalidades
Las rivalidades históricas de Palestino son los clubes chilenos Audax Italiano y Unión Española, escuadras representantes de las colonias italiana y española respectivamente, con quienes juega el denominado "Clásico de colonias".

## Símbolos

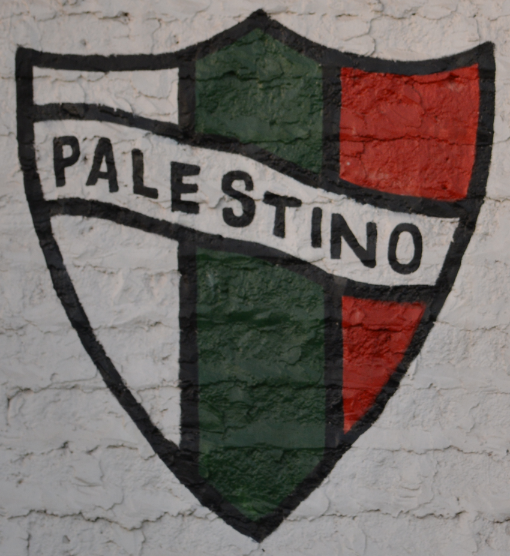
Escudo del club, sin las estrellas y con la cinta en blanco

Bandera de Palestina

### Escudo
Durante la década de 1980 el equipo utilizó una insignia que contenía la bandera de Palestina, y el nombre del club. En la actualidad, lleva por escudo uno partido en 3 secciones, con los colores blanco, verde y rojo, atravesado por una franja negra con el nombre del club "Palestino" en letras blancas. Este emblema es generalmente acompañado por dos estrellas doradas, que representan los dos títulos de primera división obtenidos por el club.
En 2005 se utilizó un diseño alternativo, de cuerpo redondo y fondo negro, con dos franjas verdes y una roja. Años después se descontinuó su uso, volviendo a la insignia original.

### Bandera
Palestino utiliza por bandera la Bandera de Palestina, de la cual toma los colores de su indumentaria y escudo.

### Himno
El himno del club fue escrito e interpretado en 1958 por el músico chileno Luis Dimas, cantante del movimiento de la Nueva Ola y descendiente palestino. La banda punk chilena Los Miserables lanzó también una reversión de la canción.

## Relevancia internacional

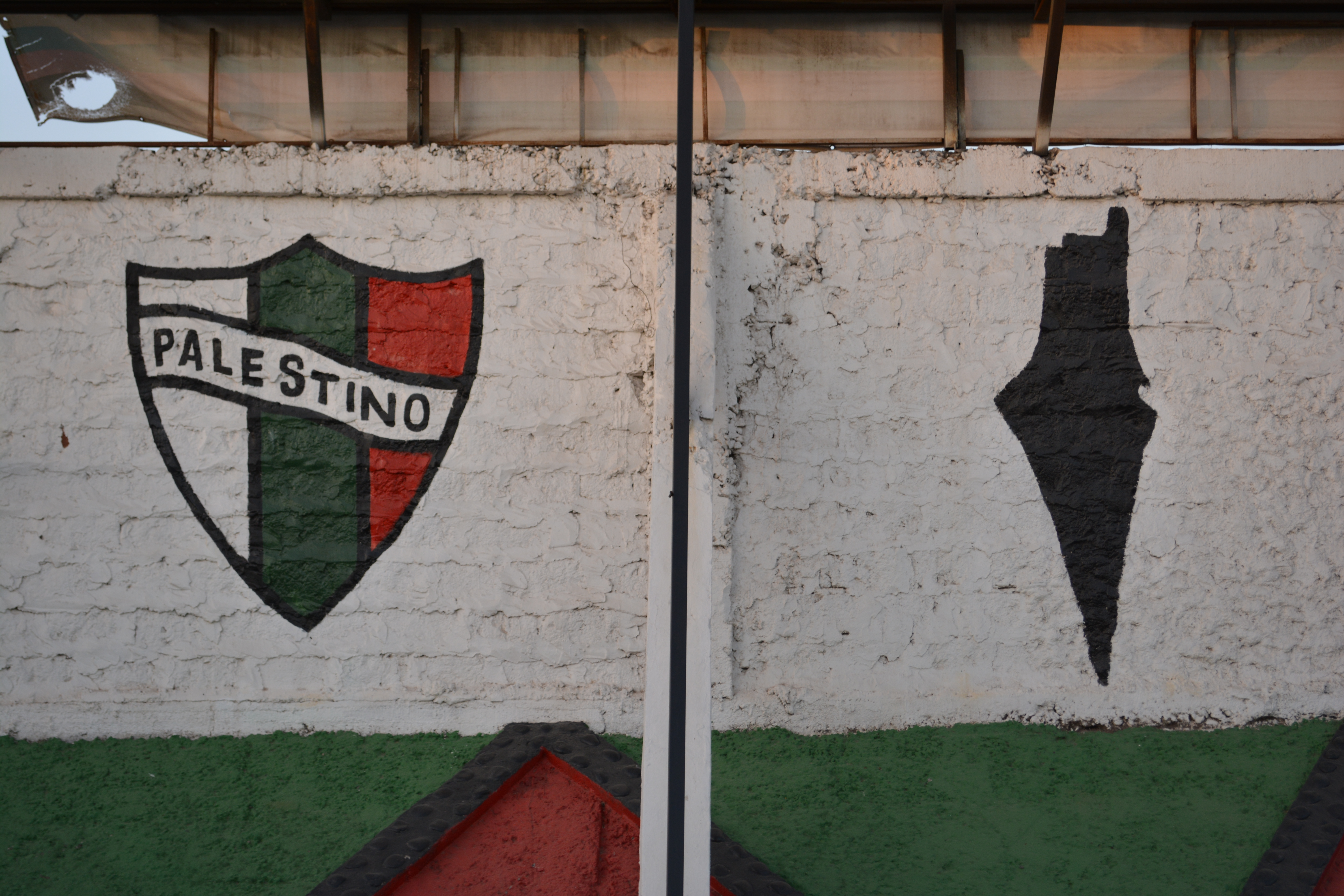
Mapa de los territorios históricos de Palestina en muros del Estadio Municipal de La Cisterna.

El Club Deportivo Palestino es reconocido internacionalmente por su apoyo a la causa reivindicatoria palestina, materializado mediante diversas acciones del club y de su hinchada. Pese al paso del tiempo y a la considerable distancia geográfica que separa a Palestino de la tierra que representa, la institución ha sabido mantener vigente tal vínculo. Por este motivo, los partidos de Palestino son seguidos no solo en Chile sino también en tierra palestina, retransmitidos por la cadena televisiva catarí Al Jazeera.

### Relación epistolar del club con Palestina
El año 2003 Palestino sufriría una dura crisis financiera que lo dejaría al borde de la quiebra. Ante esto, el propio líder palestino Yasser Arafat enviaría una carta desde Ramala a La Cisterna para abogar por la no desaparición del club.

En 2015, en la antesala del partido en el que clasificaría a la Copa Libertadores de ese año, Palestino recibió una carta firmada por el presidente del estado Palestino, Mahmoud Abbas. En la carta, manifestó su satisfacción y alegría por el buen momento del club.
"Quiero que sepan que nos identificamos con Palestino como segunda selección nacional para el pueblo palestino. Ustedes han levantado nuestros colores y nos han dado voz en los momentos más difíciles. (...) Ustedes han demostrado que estemos donde estemos somos un solo pueblo, ya sea en Jerusalén, en Beit Jala o en Santiago."
En septiembre de 2016, el secretario general de la Organización para la Liberación de Palestina y miembro honorario del equipo, Saeb Erekat, envió un mensaje al entonces presidente del club, Eduardo Heresi, felicitándole por el triunfo ante Flamengo con el que selló su clasificación a cuartos de final de la Copa Sudamericana 2016. Erekat señala:
"Habéis hecho historia tanto para Chile como para Palestina, llevando y levantando nuestra bandera a la cumbre del fútbol en Latinoamérica, y así, llenando de sonrisas las caras de niños palestinos que sienten ese club como su segundo equipo nacional. (...) Esperamos el momento en que puedan jugar en Palestina, ojalá en una Palestina libre. Recordad que sois más que un equipo de fútbol, representáis a toda una nación."
En 2018, el club recibiría una serie de nuevas cartas de Mahmoud Abbas, esta vez en el contexto de la final de Copa Chile 2018, y la posterior obtención de este título. Días antes de realizarse la disputa de la final vuelta ante Audax Italiano, el mandatario palestino envió una carta al presidente del club, Jorge Uauy, expresando su apoyo de cara al encuentro, señalando:
"Estamos muy orgullosos de verlos jugar la final. Su logro ha sido un gran deleite para todos nosotros en Palestina. Como ustedes saben, Palestino es más que solo un equipo de fútbol; representan a una nación orgullosa que lucha por la libertad, la justicia y la independencia. Palestino es el legado de esos inmigrantes que tuvieron que dejar Palestina, pero mantuvieron su patria en sus corazones, creando este equipo para recordarle a todos que Palestina existe. (...) A menudo digo que somos la única nación con dos equipos nacionales, porque ustedes, independiente de su origen, son verdaderos palestinos. Nos han honrado al convertirse en parte de nuestra nación, y sus nombres estarán escritos en nuestros libros de historia".
Una vez obtenido el título, Abbas envió una segunda misiva felicitando al plantel y la directiva por el logro, haciéndoles una invitación para que visiten el país y comprometiendo la ayuda de las embajadas palestinas en América Latina durante la participación del club en la Copa Libertadores 2019.
"Los felicitamos por el logro histórico de ganar la Copa Chile. El triunfo de Palestino le ha traído gran felicidad a nuestra gente. (...) Palestino representa a nuestra gran nación y causa justa por libertad, justicia y paz. Como jugarán la Copa Libertadores el próximo año, instruiré a nuestras embajadas en la región para que los apoyen en lo que necesiten. Palestino, tal como nuestro equipo nacional, representa a todos los palestinos y, por lo tanto, es nuestra responsabilidad ayudar al club tanto como lo necesiten. En esta oportunidad extendemos la invitación al equipo para que visite Palestina. (...) La firmeza de nuestro pueblo, tanto en la patria como en la Diáspora, ha demostrado que Palestina existe. Palestino es mucho más que un simple equipo de fútbol. Más temprano que tarde cumpliremos nuestro sueño común: libertad para Palestina."

### Partidos especiales
Con el fin de reforzar los lazos con Palestina, el club organizó un histórico partido con el Ahli Al-Khaleel, en ese entonces campeón de la Liga Palestina. El encuentro, denominado "Partido por la Hermandad", se jugó en el Estadio Municipal de La Cisterna el día 9 de enero de 2016 y finalizó con un 5 a 1 a favor de Palestino, con goles de Rubén Farfán, Enzo Gutiérrez, Marcos Riquelme y Diego Torres para los locales, mientras que el descuento fue anotación de Khaldun Halman.

### Camiseta de la temporada 2013-2014
Una especial controversia generó la camiseta de la temporada 2014, estrenada en la victoria contra Everton por 4-0. La dirigencia del plantel decidió sustituir el dorsal 1 con la silueta del mapa del territorio palestino antes de la conformación del Estado de Israel en 1948.
Este gesto generó reacciones en diversos sectores de la sociedad chilena, en particular agrupaciones de origen judío, por considerar tal acto como una incitación. El club se defendió asegurando que la imagen de los territorios constituye una parte esencial de su identidad, puesto que su utilización ha sido una constante en el club, tanto en camisetas como otros implementos.
El Tribunal de Disciplina de la ANFP sancionó a Palestino obligándole a pagar una multa total de 30 UF, lo que obligó a rediseñar las camisetas: el cuadro árabe trasladó el mapa al pecho de su uniforme. La camiseta de la discordia terminó siendo una de las más vendidas en la historia del club, siendo solicitada por compradores de países tan lejanos como Alemania, Estados Unidos y Marruecos.

### Gira a Palestina de 2016
Entre el 11 y el 20 de diciembre de 2016 el plantel de Palestino, junto a cuerpo técnico y dirigentes, realizó una histórica visita a Palestina. En la gira, los jugadores conocieron la realidad del país y tuvieron la oportunidad de visitar a Mahmoud Abbas, presidente de la Autoridad Nacional Palestina. Además, sostuvieron una reunión con directivos de la Federación Palestina de Fútbol, además de personeros del Bank of Palestine, principal auspiciador del elenco de La Cisterna.
En tierra palestina se jugaron tres partidos: Uno contra el Al-Ahli de Emiratos Árabes Unidos, jugado en Hebrón, ciudad de Cisjordania, que terminó 3-0 a favor de los locales. Después el conjunto tricolor se trasladó a Ramala para jugar contra Hebrón All Stars, partido que terminó 1-1. También se realizó un histórico amistoso entre el equipo chileno y la selección de fútbol de Palestina, disputado en el Estadio de Nablus, que terminó en un 3-0 a favor de la escuadra local. Los tantos fueron convertidos por Abu Nahyeh (32′), Ashraf Nu’ (38′) y Muhammad Yameen (43′).
Igualmente, los jugadores del plantel realizaron clínicas deportivas con niños en campos de refugiados de la zona.

### Visita de Mahmud Abás a La Cisterna
El 10 de mayo de 2018 el club recibió la histórica visita en Estadio Municipal de La Cisterna del presidente palestino Mahmud Abás, en el marco de su visita al país en una gira por Latinoamérica, que incluyó anteriormente pasos por Cuba y Venezuela. Este sería recibido por el plantel de Palestino, la dirigencia del club y autoridades comunales y acompañado además por otras autoridades del país árabe, como el vice primer ministro Ziad Abu-Amr, el ministro de Asuntos Exteriores Riad Malki y el embajador de Palestina en Chile Imad Nabil Yadda.
En la ceremonia, traducida simultáneamente al árabe, se realizaron saludos protocolares, se declaró "Visita Ilustre de La Cisterna" al mandatario y se le regaló una camiseta histórica del club, con el mapa de los territorios tradicionales palestino en la espalda. Además, Abás fue fotografiado con el plantel y pateó un penal al arquero palestinista Darío Melo.

## Administración

### Presidentes
| - 1950-1960: Amador Yarur Banna - 1960-1965: Nicolás Abumohor Touma - 1965-1968: Alejandro Misle - 1969-1969: Victor Gidi Zacarías - 1969-1977: Enrique Atal - 1977-1978: Miguel Nasur Allel - 1979-1981: Ricardo Abumohor Salman - 1982-1988: Hisham Hassan - 1988-1992: Fernando Lama Abogabir - 1992-1992: Enrique Atal - 1992-1995: Gaber Zerené - 1996-2001: Elías Abufom |  | - 2002: Nicolás Abuawad - 2003: Elías Abufom - 2003: Julio Abuawad - 2004: Jorge Atal - 2004: Jorge "Kiko" Siade - 2004-2005: Darío Calderón - 2006: Gaber Zerené - 2007-2010: Salvador Saíd Somavia - 2011-2016: Fernando Aguad Dagach - 2016-2017: Eduardo Heresi - 2017-presente: Jorge Uauy Salvador |

## Uniforme
Los colores que representan al club están basados en la bandera de Palestina, que a su vez luce los colores panárabes, utilizados como símbolo por primera vez durante la revuelta árabe de 1917.
Cuando el equipo comenzó en el fútbol profesional llevaba como uniforme una camiseta blanca y roja a mitades verticales, cuyos colores, según el investigador Carlos Medina, serían inspirados en el Colegio San Jorge de Jerusalén, uno de los primeros clubes de Palestina, y por la influencia de dicho santo en la colonia palestina en Chile.
| Primer | ver evolución | Actual |

## Estadísticas
- Temporadas en 1.ª: 70 (1953-1970; 1973-1988; 1990-presente)
- Temporadas en 1.ªB: 4 (1952; 1971-1972; 1989)
- Mejor puesto en Primera División: 1.º
- Peor puesto en Primera División: 17.º (Apertura 2006)
- Tabla histórica fútbol Chileno: 6.º
- Mayor goleada conseguida:
  - En torneos nacionales: 9-0 a  Deportes Temuco en 1998
  - En torneos internacionales: 6-0 a  Portuguesa en 1979
- Mayor goleada recibida:
  - En torneos nacionales: 1-10 por  Universidad Católica en 1994
  - En torneos internacionales: 0-4 por  Bolivar en 2024
- Máximo goleador en 1 temporada de liga:  Óscar Fabbiani (36 goles; 1977)
- Máximo goleador en 1 temporada:  Óscar Fabbiani (47 goles; 1977)[67][68]
- Rachas más largas:
  - Partidos consecutivos sin conocer derrotas: 44 (récord chileno y 3..º del mundo)
  - Partidos consecutivos ganando: 8
- Participaciones Internacionales:
  - Copa Libertadores de América (7): 1976, 1978, 1979, 2015, 2019, 2020, 2024.
  - Copa Sudamericana (7): 2016, 2017, 2019, 2021, 2023, 2024, 2025.
- Copa del Pacífico (1): 1953
  - Mejor resultado Copa Libertadores: Semifinalista (1979)
  - Mejor resultado Copa Sudamericana: Cuartos de final (2016)
- Ranking sudamericano actual: 44.º

## Jugadores

### Plantilla 2025
- Por disposición de la Asociación Nacional de Fútbol Profesional (ANFP), los equipos chilenos en la Liga de Primera están limitados a tener en su plantel un máximo de seis futbolistas extranjeros, más un juvenil extranjero inscrito en el fútbol formativo desde el año 2023, pero:
  - Jonathan Benítez posee la doble nacionalidad argentina y chilena.
- Por disposición de la ANFP, el número de las camisetas no puede sobrepasar al número de jugadores inscritos.
- Por disposición de la ANFP, el plantel debe utilizar al menos 1890 minutos a juveniles chilenos nacidos a partir del 1 de enero de 2004.

### Altas 2025
| Jugador          | Posición      | Procedencia           | Tipo            |
| ---------------- | ------------- | --------------------- | --------------- |
| Sebastián Pérez  | Portero       | Universidad Católica  | Libre           |
| Sebastián Salas  | Portero       | Barnechea             | Préstamo        |
| Jason León       | Defensa       | Santiago Wanderers    | Libre           |
| Fernando Meza    | Defensa       | Argentinos Juniors    | Libre           |
| Pablo Parra      | Mediocampista | Unión La Calera       | Libre           |
| Gonzalo Tapia    | Delantero     | Barnechea             | Libre           |
| Facundo Castro   | Delantero     | Ceará                 | Libre           |
| Dilan Salgado    | Delantero     | Deportes Santa Cruz   | Fin de préstamo |
| Benjamín Araneda | Delantero     | Ñublense              | Fin de préstamo |
| Junior Arias     | Delantero     | San Martín de Tucumán | Libre           |
| Martín Araya     | Delantero     | Deportes Copiapó      | Fin de préstamo |
| Ronnie Fernández | Delantero     | Selangor              | Libre           |

### Bajas 2025
| Jugador             | Posición      | Destino             | Tipo            |
| ------------------- | ------------- | ------------------- | --------------- |
| César Rigamonti     | Portero       | Gimnasia de Mendoza | Libre           |
| Gabriel Fuentes     | Portero       | Lota Schwager       | Libre           |
| Brayan Véjar        | Defensa       | Unión Española      | Libre           |
| Iván Román          | Defensa       | Atlético Mineiro    | Traspaso        |
| Alan Riquelme       | Defensa       | San Antonio Unido   | Préstamo        |
| Misael Dávila       | Mediocampista | Deportes Iquique    | Libre           |
| Felipe Chamorro     | Mediocampista | Deportes La Serena  | Libre           |
| Pablo Palacio       | Mediocampista | Unión               | Fin de préstamo |
| Michael Fuentes     | Delantero     | Audax Italiano      | Fin de préstamo |
| Gonzalo Sosa        | Delantero     | Ñublense            | Libre           |
| Juan Fernando Garro | Delantero     | Atlético Grau       | Libre           |

### Distinciones
| Jugador         | Goles | Torneo |
| --------------- | ----- | ------ |
| Juan Falcón     | 21    | 1960   |
| Oscar Fabbiani  | 23    | 1976   |
| Oscar Fabbiani  | 34    | 1977   |
| Oscar Fabbiani  | 35    | 1978   |
| Aníbal González | 18    | 1995   |
| Marcos Riquelme | 11    | A-2015 |
| Lucas Passerini | 14    | 2019   |

| Jugador       | Goles | Torneo |
| ------------- | ----- | ------ |
| Alfredo Núñez | 11    | 1985   |
| Ramón Pérez   | 17    | 1988   |

## Entrenadores

### Cronología
Los entrenadores interinos aparecen en cursiva.
- Antonio Ciraolo (1950-1952)
- Francisco Hormazábal (1952)
- Luis Tirado (1952-1953)
- Jorge Orth (1954)
- Raúl Zúñiga (1954)
- Miodrag Stefanovic (1955-1957)
- Antonio de Mare (1958-1959)
- Alejandro Scopelli (1960)
- Hugo Tassara (1961-1962)
- José Della Torre (1963)
- Ladislao Pakozdy (1963)
- Miguel Mocciola (1964)
- José Valdebenito (1964)
- Zeze Moreira (1964)
- Enrique Fernández (1965)
- Alejandro Scopelli (1966)
- Oscar Andrade (1967)
- Julio Baldovinos (1967)
- Adolfo Rodríguez (1968-1969)
- Sergio Lecea (1969)
- Isaac Carrasco (1970)
- Héctor Ortega (1970)
- Dante Pesce (1971)
- Alejandro Scopelli (1971)
- Adolfo Rodríguez (1972)
- Humberto Diaz (1972)
- Nestor Isella (1973)
- Humberto Diaz (1973)
- Caupolicán Peña (1974-1976)
- Gustavo Cortés (1976-1977)
- Fernando Riera (1977)
- Gustavo Cortés (1977)
- Caupolicán Peña (1977-1980)
- Gustavo Cortés (1980)
- Mario Tuane (1981)
- Gustavo Cortés (1981-1983)
- Sacha Mitjaew (1984)
- Elson Beiruth (1984)
- Gustavo Cortés (1984-1985)
- Víctor Manuel Castañeda (1986)
- Orlando Aravena (1986-1987)
- Víctor Manuel Castañeda (1988)
- Luis Ibarra (1988)
- Eugenio Jara (1988-1989)
- Orlando Aravena (1989)
- Víctor Manuel Castañeda (1989)
- Guillermo Duarte (1990)
- Manuel Pellegrini (1990)
- Jorge Zelada (1991)
- Manuel Pellegrini (1991-1992)
- Fernando Cavalleri (1992)
- Gustavo Cortés (1992-1993)
- Ricardo Dabrowski (1993)
- José Sulantay (1994)
- Elías Figueroa (1994-1995)
- Germán Cornejo (1995-1996)
- Orlando Aravena (1996)
- Jorge Aravena (1996-1997)
- Manuel Pellegrini (1998)
- Juan Carlos Carotti (1998)
- Ricardo Dabrowski (1998-2001)
- Fernando Carvallo (2002)
- Daniel Salvador (2003)
- Nicola Hadwa (2004)
- Ricardo Toro (2004)
- Horacio Rivas (2004-2005)
- Fernando Carvallo (2005)
- Daniel Salvador (2006)
- Jaime Pizarro (2006-2007)
- Jaime Escobar (2007)
- Jorge Aravena (2007)
- Luis Musrri (2007-2009)
- Jorge Aravena (2009-2010)
- Jaime Escobar (2010)
- Gustavo Benítez (2010-2011)
- Daniel Carreño (2012)
- Emiliano Astorga (2012-2014)
- Jaime Escobar (2014)
- Pablo Guede (2014-2015)
- Nicolás Córdova (2016-2017)
- Omar Toloza (2017)
- Germán Cavalieri (2017-2018)[69]
- Sebastián Méndez (2018)
- Ivo Basay (2018-2020)
- José Luis Sierra (2020-2021)
- Patricio Graff (2021)
- Gustavo Costas (2022)
- Pablo Sánchez (2023-2024)
- Jorge Schwager (2024)
- Lucas Bovaglio (2024-Act.)

### Entrenadores con más partidos oficiales
| #  | Entrenador         | Partidos | Primera División | Copa Chile | Copa Libertadores |
| -- | ------------------ | -------- | ---------------- | ---------- | ----------------- |
| 1  | Gustavo Cortés     | 291      | 212              | 77         | 2                 |
| 2  | Caupolican Peña    | 258      | 195              | 43         | 20                |
| 3  | Ricardo Dabrowski  | 141      | 135              | 6          | -                 |
| 4  | Orlando Aravena    | 103      | 93               | 10         | -                 |
| 5  | Emiliano Astorga   | 92       | 76               | 16         | -                 |
| 6  | Luis Musrri        | 90       | 88               | 2          | -                 |
| 7  | Miodrag Stefanovic | 88       | 88               | -          | -                 |
| 8  | Manuel Pellegrini  | 86       | 62               | 24         | -                 |
| 9  | Pablo Guede        | 84       | 57               | 19         | 8                 |
| 10 | Adolfo Rodríguez   | 83       | 83               | -          | -                 |
| 11 | Alejandro Scopelli | 81       | 81               | -          | -                 |
| 12 | Gustavo Benítez    | 74       | 61               | 13         | -                 |

Actualizado al 1 de enero de 2022

## Palmarés

### Torneos nacionales
- Primera División de Chile (2): 1955, 1978.
- Copa Chile (3): 1975, 1977, 2018.
- Segunda División de Chile (2): 1952, 1972.
- Liguilla Pre-Libertadores (3): 1975, 1977, 2014.

Palestino se adjudicó las ediciones de 1975, 1977 y 2014 en calidad de invicto.
- Subcampeón de la Primera División de Chile (4): 1953, 1974, 1986, Clausura 2008.
- Subcampeón de la Copa Chile (2): 1985, 2014-15.
- Subcampeón de la Segunda División de Chile (1): 1989.
- Subcampeón de la Liguilla Pre-Libertadores (2): 1976, 1986.
- Subcampeón de la Supercopa de Chile (1): 2019.

### Torneos amistosos

#### Títulos amistosos nacionales
- Copa Aniversario Palestino (3): 2010, 2012, 2014.
- Copa PF 111 Aniversario Rangers (1) : 2013.
- Bicentenario Batalla de Rancagua (1) : 2014.
- I. Municipalidad de Talcahuano (1) : 2015.

#### Torneos amistosos internacionales
- Copa por la Vida (1): 1992.[70]
- Trofeo Concepción Arenal (1): 1975.
- Amistoso Elías Figueroa (1): 2011.
- Copa Bank Of Palestine (1): 2016.
- Copa Noche Blanquiazul (1): 2017.

### Reservas

#### Torneos nacionales
- Torneo de Reservas de Chile (1): 1955.[71]

### Fútbol joven

#### Torneos nacionales
- Categoría Sub-19 (4): Apertura 2012, Clausura 2012, Clausura 2015, Clausura 2017[72]
- Copa de Campeones de Chile Sub-19: 2012.
- Categoría Sub-18 (2) : Apertura 2011, Apertura 2012[73]
- Categoría Sub-17 (2) : 1997, Apertura 2007.
- Categoría Sub-16 (2) : Clausura 2007, Clausura 2011.
- Categoría Sub-14 (1): Clausura 2022.
- Categoría Sub-13 (2): 2002, Apertura 2011.
- Categoría Sub-12 (2) : 2008, Apertura 2011.

## Otras ramas deportivas

### Fútbol femenino
El club cuenta con una sección filial en el fútbol femenino, denominada Club Deportivo Palestino Femenino, la que milita actualmente en la Primera División de fútbol femenino de Chile, en donde participó por primera vez en 2009.
En el Torneo de Clausura 2015 se tituló por primera vez campeón del fútbol femenino chileno, tras vencer por dos goles a uno a Colo-Colo.

#### Torneos nacionales
- Primera División (1): Clausura 2015[76]

- - Subcampeón (2): Apertura 2016, Apertura 2017
- Subcampeón de la Copa de Campeonas (1) : 2016.[77]

#### Otros títulos
- Campeón Santiago Cup sub-17 (1): 2015.[78]
- Subcampeón Santiago Cup categoría adulta (1): 2015.[79]

### Fútbol sala / futsal
El club también posee equipo de Futsal, el cual es el actual bicampeón de Chile y que cuenta con un gran prestigio a nivel nacional y sudamericano. Ha participado en las Copas Libertadores de Canelones, Uruguay en el año 2013 y de Erechim, Brasil.

#### Palmarés
- Bicampeón Torneo ANFP: años 2012 y 2013
- Participación Copa Libertadores de fútbol sala: 2013 y 2014

### Fútbol sala / futsal femenino

#### Palmarés
- Bicampeón Futsal Femenino Chile: años 2017 y 2018[81]
- Participación Copa Libertadores de Futsal Femenino: 2017

### Básquetbol
- Asociación de Básquetbol de Santiago (Hombres) (3): 1954,[82] 1956,[83] 1958[84]
- Campeonato de Tanteo Asociación de Santiago(1): 1961[85]